# صموئيل يونغ
صموئيل يونغ (بالإنجليزية: Samuel Young)‏ هو قاضي وسياسي أمريكي، ولد في 1779، وتوفي في 3 نوفمبر 1850. انتخب عضو مجلس ولاية نيويورك.